# غيضة بن الشيخ (الضليعة)
'

تعديل مصدري - تعديل

غيضة بن الشيخ هي إحدى قرى عزلة الضليعة بمديرية الضليعة التابعة لمحافظة حضرموت، بلغ تعداد سكانها 13 نسمة حسب تعداد اليمن لعام 2004.